# ISS-Expeditie 50
ISS-Expeditie 50 is de vijftigste missie naar het Internationaal ruimtestation ISS. De missie begon op 30 oktober 2016 met het vertrek van de Sojoez MS-01 van het ISS terug naar de Aarde en eindigde op 10 april 2017, toen de Sojoez MS-02 terugkeerde naar de Aarde.
Na de lancering van Sojoez MS-03 werd Peggy Whitson met 56 jaar de oudste vrouw ooit die een vlucht naar de ruimte maakte. Tijdens de expeditie werden in totaal vier ruimtewandelingen uitgevoerd.

## Bemanning
| Positie           | Eerste deel (oktober en november 2016) | Tweede deel (november 2016 t/m april 2017) |
| ----------------- | -------------------------------------- | ------------------------------------------ |
| Bevelhebber       | Robert Kimbrough, NASA 2e ruimtevlucht | Robert Kimbrough, NASA 2e ruimtevlucht     |
| Flight Engineer 1 | Andrej Borisenko, RSA 2e ruimtevlucht  | Andrej Borisenko, RSA 2e ruimtevlucht      |
| Flight Engineer 2 | Sergej Rizjikov, RSA 1e ruimtevlucht   | Sergej Rizjikov, RSA 1e ruimtevlucht       |
| Flight Engineer 3 |                                        | Peggy Whitson, NASA 3e ruimtevlucht        |
| Flight Engineer 4 |                                        | Oleg Novitski, RSA 2e ruimtevlucht         |
| Flight Engineer 5 |                                        | Thomas Pesquet, ESA 1e ruimtevlucht        |